# Parafia Jezusa Chrystusa Króla Wszechświata w Starogardzie Gdańskim
Parafia Jezusa Chrystusa Króla Wszechświata w Starogardzie Gdańskim – rzymskokatolicka parafia należąca do  dekanatu Starogard Gdański, diecezji pelplińskiej.

## Zasięg parafii
Do parafii należą wierni ze Starogardu Gdańskiego, mieszkający przy ulicach: Braterskiej, Bukowej, Darowanej, Dębowej, Falkowskiego, Grabowej, Jaworowej, Jesionowej, Jodłowej, Kalinowej, Kasztanowej, Korytybskiej (od nr 6 w górę), Kraziewicza, Lubichowskiej (od nr 121 w górę), Milewskiego, Rebelki, Rodzinnej, Rolnej, Skośnej, Sosnowej, Schulza, Świerkowej, Topolowej i Wierzbowej oraz wierni z miejscowości: Dąbrówka – Osiedle Piaski, Dąbrówka – osiedle Północne, Koteże (wieś), Koteże – Osiedle Leśne, Rokocin – Osiedle Słoneczne i ul. Ziołowa (od nr 4 w górę).